# Thomas County (Georgia)
Thomas County is een county in de Amerikaanse staat Georgia.
De county heeft een landoppervlakte van 1.420 km² en telt 42.737 inwoners (volkstelling 2000). De hoofdplaats is Thomasville.